# Chaiyo (huyện)
Chaiyo (tiếng Thái: ไชโย) là một huyện (‘‘amphoe’’) ở phía đông tỉnh Ang Thong.

## Lịch sử
Tên gọi Ban Chaiyo có từ thời vua Naresuan Đại đế và em trai ông sau này thành vua Ekathotsarot, đã đánh thắng vua Lan Na và quân Miến Điện ở khu vực này. Quân lính của Ayutthaya đã hô vang từ Chaiyo (hoan hô) để ăn mừng.
Trước đây, Chaiyo đã được gọi là Ban Makham. Khi được nâng cấp thành huyện, chính quyền đã chọn tên Chaiyo.

## Địa lý
Các huyện giáp ranh (từ phía bắc theo chiều kim đồng hồ) là Phrom Buri của tỉnh Singburi, Tha Wung và Mueang Lopburi của tỉnh Lopburi, Ban Phraek và Maha Rat của tỉnh Ayutthaya,  Mueang Ang Thong và Pho Thong của tỉnh Ang Thong.

## Hành chính
Huyện này được chia thành 9 phó huyện (tambon), các đơn vị này lại được chia thành 56 làng (muban). Có hai thị trấn (thesaban tambon) trong huyện này. Chorakhe Rong nằm trên lãnh thổ tambon Chorakhe Rong, Chaiyaphum, Lak Fa, Chawai, Tri Narong và một số khu vực của Chaiyarit. Tambon Chaiyo có lãnh thổ hoàn toàn trùng với thị trấn Ket Chaiyo.
| Số TT | Tên           | Tên tiếng Thái | Số làng | Dân số |
| ----- | ------------- | -------------- | ------- | ------ |
| 1     | Chorakhe Rong | จรเข้ร้อง        | 7       | 3.032  |
| 2     | Chaiyaphum    | ไชยภูมิ          | 8       | 3.476  |
| 3     | Chaiyarit     | ชัยฤทธิ์          | 6       | 3.178  |
| 4     | Thewarat      | เทวราช         | 7       | 2.028  |
| 5     | Ratchasathit  | ราชสถิตย์        | 7       | 2.288  |
| 6     | Chaiyo        | ไชโย           | 7       | 2.848  |
| 7     | Lak Fa        | หลักฟ้า          | 3       | 1.553  |
| 8     | Chawai        | ชะไว           | 3       | 2.989  |
| 9     | Tri Narong    | ตรีณรงค์         | 8       | 1.490  |